# بارنستاپل
longitudeبارنستاپلsovereign stateبارنستاپلlatitudeبارنستاپل
بارنستاپل (به انگلیسی: Barnstaple) یک شهرک در انگلستان است که در شهرستان دوون واقع شده‌است.

## خصوصیات
بارنستاپل ۳۰٬۹۱۶ نفر جمعیت دارد.

## خواهرخوانده
شهرهای شوش (شهر باستانی)، اویلتسن، برنستبل، ماساچوست و Trouville-sur-Mer خواهرخوانده‌های بارنستاپل هستند.